# Tiếng Soran
Tiếng Soran (tiếng Kurd: سۆرانی,Soranî ), còn được gọi là tiếng Trung Kurd (کوردیی ناوەندی , Kurdîy nawendî), là một phương ngữ hoặc một ngôn ngữ trong các ngôn ngữ của người Kurd được nói ở Iraq, chủ yếu ở Kurdistan, cũng như tỉnh Kurdistan, tỉnh Kermanshah và tỉnh Tây Azerbaijan của miền tây Iran. Tiếng Soran là một trong hai ngôn ngữ chính thức của Iraq, cùng với tiếng Ả Rập và trong các tài liệu chính trị được gọi đơn giản là "Kurdish".
Thuật ngữ Soran, được đặt theo tên của Tiểu vương quốc Soran trước đây, được sử dụng đặc biệt để chỉ một dạng chữ viết chuẩn hoá của Kurd miền Trung được viết theo bảng chữ cái Soran được phát triển từ bảng chữ cái Ả Rập vào những năm 1920 bởi Sa'íd Sidqi Kaban và Taufiq Wahby.

## Lịch sử
Việc truy tìm lại những thay đổi lịch sử mà tiếng Soran đã trải qua là khó khăn. Không có tiền thân của ngôn ngữ Kurd được biết đến từ thời Iran cổ và trung đại. Các văn liệu của người Kurd còn tồn tại có thể được truy nguyên từ thế kỷ 16 CE.
Tình trạng hiện tại của tiếng Soran như một ngôn ngữ viết được tiêu chuẩn hóa có thể được bắt nguồn từ cuối thời Ottoman. Ở Sulaymaniyah (Silêmanî), Đế chế Ottoman đã thành lập một trường cấp hai, Rushdiye, học sinh tốt nghiệp có thể đến Istanbul để tiếp tục học. Điều này cho phép tiếng Soran được nói ở Silêmanî, dần dần thay thế phương ngữ Hawrami (Goran) làm phương tiện văn học cho người Kurd.
Kể từ khi Đảng Xã hội Ả Rập Ba'ath - Vùng Iraq sụp đổ, đã có nhiều cơ hội để xuất bản các tác phẩm bằng tiếng Kurd ở Iraq hơn bất kỳ quốc gia nào khác trong thời gian gần đây. Kết quả là, tiếng Soran đã trở thành dạng viết chủ yếu của người Kurd.

## Hệ thống chữ viết
Tiếng Soran được viết với một bảng chữ cái Ả Rập sửa đổi. Tuy nhiên, ngôn ngữ chính khác của người Kurd, tiếng Kurmanji (Kurmancî), được nói chủ yếu ở Thổ Nhĩ Kỳ, thường được viết theo bảng chữ cái Latinh.
Trong hệ thống chữ viết Soran hầu như tất cả các nguyên âm luôn được viết dưới dạng các chữ cái riêng biệt. Điều này trái ngược với hệ thống chữ viết Ả Rập gốc và hầu hết các hệ thống chữ viết khác được phát triển từ nó, trong đó các nguyên âm nhất định (thường là nguyên âm "ngắn") được hiển thị bằng các dấu phụ ở trên và dưới các chữ cái, và thường bị bỏ qua.

## Nhân khẩu học
Số lượng người nói tiếng Soran chính xác rất khó xác định, nhưng người ta thường cho rằng tiếng Soran được nói bởi khoảng 9 đến 10 triệu người ở Iraq và Iran. Đây là tiếng nói phổ biến rộng rãi nhất của người Kurd ở Iran và Iraq. Cụ thể, nó được nói bởi:
- Khoảng 5 triệu người Kurd ở Kurdistan Iran. Nằm ở phía nam hồ Urmia trải dài ra bên ngoài Kermanshah.
- Khoảng 5 triệu người Kurd ở Kurdistan Iraq. Hầu hết những người Kurd được tìm thấy ở vùng lân cận Hewlêr (Erbil), Sulaymaniyah (Silêmanî), Kirkuk và Diyala Governor.

## Âm vị học
Tiếng Soran có 9 nguyên âm và 26 đến 28 phụ âm (tùy thuộc vào việc âm thanh hầu /ħ/ và /ʕ/ có được tính hay không).

## Ngữ pháp
Trật tự từ tiêu chuẩn của tiếng Soran là SOV (chủ-tân-động).